# Cesare Bovo
Cesare Bovo (Rim, 14. siječnja 1983.) je talijanski umirovljeni nogometaš i bivši mladi reprezentativac.
Osvajač je brončane medalje na Olimpijskim igrama 2004. u Ateni te zlata na europskom juniorskom prvenstvu igranom iste godine.

## Karijera

### Klupska karijera
Cesare Bovo je igračku karijeru započeo u juniorima AS Rome, međutim, prelaskom u seniorski sastav, ondje nije dobio mogućnost da zaigra. Zbog toga 2002. odlazi u Lecce u kojem ostvaruje svoj debi u Serie A u domaćem porazu protiv Brescije (1:4). Nakon dvije godine igranja u klubu, Bovo se vraća u AS Romu koja ga pak šalje na posudbu u Parmu.
1. srpnja 2005. igrač je vraćen u matični klub u kojem je igrao premalo zbog konkurencije u obrani koju su činili Cristian Chivu, Philippe Mexès i Samuel Kuffour ali i zbog trenera Luciana Spallettija koji ga je postavljao na neprirodne pozicije. Na inzististiranje Maurizija Zamparinija, vlasnika i predsjednika Palerma, Cesare Bovo u lipnju 2006. odlazi u sicilijanski klub za nešto više od dva milijuna eura. U novom klubu je odigrao svega jednu prvenstvenu utakmicu zbog čega je u zimskom prijelaznom roku 2007. poslan na posudbu u Torino. Istekom posudbenog roka, Bovo se vraća u Palermo a ubrzo nakon toga je prodan Genoi u suvlasničkom transferu vrijednom 2,85 milijuna eura.
Nakon svega jedne sezone u dresu Grifona, Cesare se po drugi puta vraća u Palermo koji ga otkupljuje za 4,5 milijuna eura plus branič Giuseppe Biava. U novo-starom klubu nastupa sljedeće tri godine nakon čega ponovo postaje igrač Genoe.
9. srpnja 2013., Cesare se nakon šest godina vraća u Torino gdje dolazi kao slobodni igrač s ciljem da zamijeni Angela Ogbonnu.

### Reprezentativna karijera
Pinzi je u razdoblju od 2004. do 2006. godine nastupao za mladu talijansku reprezentaciju s kojom je na Olimpijadi u Ateni osvojio brončanu medalju. Ondje je zabio pogodak u utakmici skupine protiv vršnjaka iz Malija. Također, iste godine je postao europski prvak na kontinentalnom prvenstvu igranom u Njemačkoj.

## Osvojeni trofeji

### Klupski trofeji
| Klub    | Trofej   | Sezona / godina |
| Italija | Italija  | Italija         |
| ------- | -------- | --------------- |
| AS Roma | Scudetto | 2000./01.       |

### Reprezentativni trofeji
| Turnir                  | Trofej | Godina |
| ----------------------- | ------ | ------ |
| Europsko U21 prvenstvo  | Zlato  | 2004.  |
| Olimpijske igre u Ateni | Bronca | 2004.  |

## Vanjske poveznice
- Statistika igrača na Soccer Base.com